# Giro di Campania 1956
Il Giro di Campania 1956, ventiquattresima edizione della corsa, si svolse il 29 marzo 1956 su un percorso di 246,7 km. La vittoria fu appannaggio dell'italiano Angelo Conterno, che completò il percorso in 7h15'54", precedendo i connazionali Giancarlo Astrua e Gastone Nencini.
Sul traguardo di Napoli 48 ciclisti, su 87 partiti dalla medesima località, portarono a termine la competizione. 

## Ordine d'arrivo (Top 10)
| Pos. | Corridore            | Squadra         | Tempo    |
| ---- | -------------------- | --------------- | -------- |
| 1    | Angelo Conterno      | Bianchi-Pirelli | 7h15'54" |
| 2    | Giancarlo Astrua     | Atala-Pirelli   | s.t.     |
| 3    | Gastone Nencini      | Leo-Chlorodont  | s.t.     |
| 4    | Waldemaro Bartolozzi | Legnano         | s.t.     |
| 5    | Agostino Coletto     | Fréjus          | s.t.     |
| 6    | Riccardo Filippi     | Ignis-Varese    | a 3'20"  |
| 7    | Vincenzo Zucconelli  | Legnano         | a 5'48"  |
| 8    | Cleto Maule          | Torpado         | s.t.     |
| 9    | Giuseppe Favero      | Bianchi-Pirelli | s.t.     |
| 10   | Carlo Clerici        | Condor          | s.t.     |